# 4230 van den Bergh
4230 van den Bergh este un asteroid din centura principală, descoperit pe 19 septembrie 1973 de Cornelis van Houten și Tom Gehrels.